# Шикавка Євген Ігорович
Євген Ігорович Шикавка (біл. Яўген Ігаравіч Шыкаўка, нар. 15 жовтня 1992, Мінськ) — білоруський футболіст, нападник казахстанського клубу «Шахтар» (Караганда) і національної збірної Білорусі.

## Клубна кар'єра
Народився 15 жовтня 1992 року в місті Мінськ. Вихованець футбольної школи клубу БАТЕ.
У дорослому футболі дебютував 2012 року виступами на умовах оренди за команду «Полоцьк». Наступного року на аналогічних умовах захищав кольори команди «Слонім-2017».
2014 року уклав повноцінний контракт із клубом «Славія-Мозир», того ж року перейшов до «Крумкачи». Відіграв за цю мінську команду наступні три сезони своєї ігрової кар'єри. Більшість часу, проведеного у складі «Крумкачи», був основним гравцем атакувальної ланки команди.
Протягом 2017—2018 років захищав кольори «Слуцька», після чого 2019 року уклав контракт з грецькою «Ларисою». Не ставши гравцем основного складу грецької команди, повернувся на батьківщину, де приєднався до мінського «Динамо».
Протягом 2020 року був гравцем основного складу «Динамо», але з наступного року втратив місце в основі і влітку 2021 року прийняв пропозицію продовжити кар'єру к казахстанському «Шахтарі» (Караганда).

## Виступи за збірні
2012 року залучався до складу молодіжної збірної Білорусі. На молодіжному рівні зіграв у 3 офіційних матчах, забив 1 гол.
2018 року дебютував в офіційних матчах у складі національної збірної Білорусі.